# Ib Nielsen
Ib Nielsen (Aalborg, 1940. december 3. – 2021. május 22.) dán nemzetközi labdarúgó-játékvezető.

## Pályafutása

### Nemzeti játékvezetés
1971-ben lett az I. Liga játékvezetője. Az aktív nemzeti játékvezetéstől 1992-ben vonult vissza.

### Nemzetközi játékvezetés
A Dán labdarúgó-szövetség Játékvezető Bizottsága (JB) terjesztette fel nemzetközi játékvezetőnek, a Nemzetközi Labdarúgó-szövetség (FIFA) 1975-től tartotta nyilván bírói keretében. Több nemzetek közötti válogatott és klubmérkőzést vezetett, vagy működő társának partbíróként segített. A dán nemzetközi játékvezetők rangsorában, a világbajnokság-Európa-bajnokság sorrendjében többedmagával a 10. helyet foglalja el 3 találkozó szolgálatával. Az aktív nemzetközi játékvezetéstől 1986-ban a FIFA 45 éves korhatárát elérve búcsúzott. Válogatott mérkőzéseinek száma: 7.

#### Világbajnokság
A világbajnoki döntőhöz vezető úton Spanyolországba a XII., az 1982-es labdarúgó-világbajnokságra a FIFA JB játékvezetőként alkalmazta.
| Időpont             | Helyszín                     | Mérkőzés típusa           | Mérkőzés           | Eredmény | Nézők száma |
| ------------------- | ---------------------------- | ------------------------- | ------------------ | -------- | ----------- |
| 1981. szeptember 2. | Urheilukeskus Stadion, Kotka | előselejtező (1. csoport) | Finnország–Albánia | 2 : 1    | 6 830       |

#### Európa-bajnokság
Az európai-labdarúgó torna döntőjéhez vezető úton Olaszországba a VI., az 1980-as labdarúgó-Európa-bajnokságra és Franciaországba a VII., az 1984-es labdarúgó-Európa-bajnokságra az UEFA JB játékvezetőként foglalkoztatta.
| Időpont           | Helyszín                      | Mérkőzés típusa           | Mérkőzés               | Eredmény | Nézők száma |
| ----------------- | ----------------------------- | ------------------------- | ---------------------- | -------- | ----------- |
| 1979. június 7.   | Ullevaal Stadion, Oslo        | előselejtező (2. csoport) | Norvégia–Skócia        | 0 : 4    | 17 269      |
| 1983. április 27. | Windsor Park Stadion, Belfast | előselejtező (6. csoport) | Észak-Írország–Albánia | 1 : 0    | 12 000      |

## Magyar vonatkozás
| Időpont         | Helyszín               | Mérkőzés típusa                   | Mérkőzés              | Eredmény | Nézők száma |
| --------------- | ---------------------- | --------------------------------- | --------------------- | -------- | ----------- |
| 1983. június 1. | Ullevaal Stadion, Oslo | nem hivatalos válogatott mérkőzés | Norvégia–Magyarország | 1 : 1    | 10 313      |